# Żurawie origami
Żurawie origami – piosenka Meli Koteluk i drugi singel z drugiego albumu piosenkarki pt. Migracje. W tekście podmiot liryczny wyznaje poetycko drugiej osobie, że przy niej może "wyhamować", odpocząć, a nawet zaakceptować czy zrozumieć swoje przywary ("z moich wad składasz origami"). Dnia 12 listopada 2014 singel miał premierę w serwisie YouTube, a od 17 listopada 2014 rozpoczęła się promocja radiowa.

## Notowania
- Lista Przebojów Trójki: 1[3]
- Złota Trzydziestka Radia Koszalin: 1[4]
- TOP- 15 – Wietrzne Radio (Chicago): 2[5]
- Lista Przebojów Radia Katowice: 4[6]
- Przebojowa Lista – Radio Via: 5[7]
- Lista Przebojów Radia Merkury: 5[8]
- SLiP: 23[9]